# 舊沃洛德米里夫卡
49°3′43″N 36°8′29″E / 49.06194°N 36.14139°E
舊沃洛德米里夫卡（烏克蘭語：Староволодимирівка），是烏克蘭東部哈爾科夫州别列斯京区薩赫諾夫希納市鎮的村落。始建於1875年，面積0.6平方公里，海拔高度107米，2001年人口112，人口密度每平方公里186.7人。